# Lagrâce-Dieu
Lagrâce-Dieu är en kommun i departementet Haute-Garonne i regionen Occitanien i södra Frankrike. Kommunen ligger i kantonen Auterive som tillhör arrondissementet Muret. År 2022 hade Lagrâce-Dieu 555 invånare.

## Befolkningsutveckling
Antalet invånare i kommunen Lagrâce-Dieu
Referens:INSEE